# El Belala
El Belala è un comune dell'Algeria, situato nella provincia di Oum el-Bouaghi.